# Belleville-sur-Vie
Pour les articles homonymes, voir Belleville.
Belleville-sur-Vie est une ancienne commune française située dans le département de la Vendée en région Pays-de-la-Loire.
Avec Saligny, elle devient, au 1er janvier 2016, une commune déléguée de Bellevigny.

## Géographie

### Localisation
Le territoire municipal de Belleville-sur-Vie s'étend sur 1 526 ha.
Située sur l'axe La Roche-sur-Yon/Nantes, à 15 km au nord de La Roche, à 40 km de Saint-Gilles-Croix-de-Vie et à 52,1 km des Sables D'Olonne sur la côte atlantique.
La commune a une superficie de 1 516 ha, dont 17 sont constitués en 4 parcs et 32 le sont en espaces verts.
La commune a doublé sa population en vingt ans pour compter aujourd'hui 3 838 habitants (chiffre INSEE au 1er janvier 2009). 58 % de la population a moins de 40 ans dont 36 % moins de 25 ans.
Belleville appartient à l'ancienne communauté de communes Vie et Boulogne qui regroupait : Aizenay, Beaufou, La Génétouze, Le Poiré-sur-Vie, Les Lucs-sur-Boulogne, Saint-Denis-la-Chevasse et Saligny et fait également partie du syndicat mixte du pays Yon et Vie regroupant 23 communes avec La Roche-sur-Yon.

### Géologie et relief
L'altitude moyenne de la commune est de 75 m, avec des niveaux fluctuant entre 55 et 84 m,.

### Hydrographie
Elle est arrosée par la Vie, fleuve côtier de 62 kilomètres qui prend sa source à Belleville et se jette dans l’océan Atlantique à Saint-Gilles-Croix-de-Vie. Elle reçoit, quatre affluents : le Jaunay, la Petite Boulogne, le Gué Gorand et le Ligneron.

### Environnement
Belleville-sur-Vie possède deux fleurs au Concours des villes et villages fleuris (palmarès 2009). Première fleur obtenue en 2007. Deuxième fleur obtenue en 2009.

## Toponymie
Belleville : il s'agit d'une Bella Villa, un « beau domaine ».
En poitevin, la commune est appelée Bélevile.

## Histoire
Le château fortifié de la seigneurie de Belleville a été construit vers la fin du XIe siècle. Il était entouré de douves. Il était situé au niveau de l'actuelle mairie, on y voit aisément sa forme du ciel. Sur le site officiel de la commune, il est mention, en 1798, d'un château « en quadrilatère, avec salle, salon, cuisine, écurie, granges, cour fermée, boulangerie, chambre haute et grenier... et toits à cochons... deux petits jardins ». La forme quadrilatérale de l'enceinte peut supposer un château fort d'architecture philippienne. Si c'est bien le cas, cela voudrait dire que le château du XIe siècle a été reconstruit ou amélioré vers le XIIIe siècle, et qu'il devait avoir une forme rectangulaire plus ou moins régulière et être flanqué de quatre tours rondes aux angles, ainsi que d'un châtelet d'entrée. Les douves étaient très étendues, d'une surface de quatre hectares, remplies de l'eau du Godineau. Le château devait plus sembler être au milieu d'un lac qu'entouré de fossés classiques. Ces douves se répartissaient de la manière suivante : de l'Est, elles remontaient un peu derrière l'ancienne église au Nord, puis frôlant l'ancien cimetière (place de Lattre-de-Tassigny), et descendaient à l'Ouest de la place du champ de foire, puis au niveau de la rue Charrette pour rejoindre le Godineau.
Dès 935, l'histoire fait mention d'un seigneur de Belleville ; cette lignée s'éteindra à la mort des derniers descendants masculins, Maurice IV de Montaigu, seigneur de Belleville et de Palluau, en 1306, et son fils Maurice de Montaigu V, seigneur de la Garnache, décédé en 1320 sans descendance.
Seule héritière en tant que fille de Maurice IV, Jeanne de Belleville, dame de Belleville, de Montaigu, de Palluau, de Châteaumur, de Beauvoir-sur-Mer, de Thouarsais, de Noirmoutiers, de l'Isle d'Yeu, de la Garnache et de Pont-Callec, vit son troisième époux Olivier IV de Clisson décapité sur ordre du roi de France Philippe VI de Valois pour trahison.
Les biens du couple sont confisqués par le roi de France, toutefois la seigneurie de Belleville échoit à leur fille Jeanne de Clisson qui est nommée dame de Belleville à sa naissance. Cette dernière épouse Jean Harpedanne, seigneur de Raine dans le Devonshire, de Montendre, de Fontenay-le-Comte (1361), et vicomte d'Aunay.
Jean de Harpedanne est un chevalier originaire du Devonshire  en Angleterre, lieutenant de Jean Chandos. Il devint Sénéchal de Saintonge. Le couple s’établit ensuite au Poitou lors de l'occupation qui suivit le traité de Brétigny (1360).
La famille Harpedanne de Belleville par ordre du roi Charles VI, sera maintenue à la tête de la seigneurie de Belleville dont elle prendra le nom au début du XVe siècle.
Dans la seconde moitié du XVIIe siècle, la seigneurie de Belleville sera érigée en Baronnie.
Vers 1850, fut construite la mairie actuelle avec les pierres de l’antique demeure seigneuriale.
L'ancienne église construite vers la fin du XIIe siècle est l’un des plus curieux monuments de l'époque du roman vendéen. Il ne reste plus actuellement que le portail composé de quatre arcades ogivales concentriques.
Pendant l'année 1793, Belleville fut la plaque tournante des armées vendéennes. Le général Charette, sous la terreur (1794-1795), y avait établi son quartier général d’où il mena une guerre impitoyable aux « bleus », les acculant à des pourparlers de paix qui aboutiront au traité de la Jaunaye (guerres de Vendée). C'est ici qu'en août 1795 il fit massacrer plusieurs centaines de prisonniers républicains désarmés.
Son quartier général devint par la suite un couvent, puis l’école privée Sainte-Anne. La commune a récemment acquis l’ensemble pour mettre en place un centre culturel et associatif. Les officiers étaient logés dans le mess, en face, rue Jean Moulin. Ce bâtiment qui fut pour un temps la mairie et l’école publique est désormais réhabilité en logements. La caserne et les écuries étaient, elles, situées entre la rue de l’Océan et la rue De Gaulle ; ce qui correspond aujourd’hui au village de la Bordinière.

## Politique et administration

### Liste des maires
| Période                                  | Période               | Identité           | Étiquette | Qualité                                                                                             |
| ---------------------------------------- | --------------------- | ------------------ | --------- | --------------------------------------------------------------------------------------------------- |
| Les données manquantes sont à compléter. |                       |                    |           | |
| ca. 1944                                 | 1945[réf. nécessaire] | Stanislas Siret    |           | Marchand de grains                                                                                  |
| mai 1945                                 | mai 1953              | Abel Bizet         |           | Cultivateur et propriétaire éleveur Maire de La Ferrière (1953 → 1970)                              |
| mai 1953                                 | 25 mars 1971          | Fernand Perrocheau |           | Boucher                                                                                             |
| 25 mars 1971                             | mars 1983             | Raymond Martineau  |           | |
| mars 1983,                               | 15 mars 2008          | Daniel Privat      | DVD       | Président du Groupe Privat                                                                          |
| 15 mars 2008                             | 31 décembre 2015      | Régis Plisson      | PRV       | Directeur d'usine retraité, ancien premier adjoint Président de la CC Vie-et-Boulogne (2004 → 2014) |

### Liste des maires délégués
| Période                                  | Période                       | Identité      | Étiquette | Qualité                          |
| ---------------------------------------- | ----------------------------- | ------------- | --------- | -------------------------------- |
| 5 janvier 2016                           | 26 mai 2020                   | Régis Plisson |           | Maire de Bellevigny (2016-2022), |
| 26 mai 2020,                             | En cours (au 27 janvier 2023) | Félix Fleury, |           | Cadre                            |
| Les données manquantes sont à compléter. |                               |               |           |                                  |

## Démographie

### Évolution démographique
L'évolution du nombre d'habitants est connue à travers les recensements de la population effectués dans la commune depuis 1800. À partir du 1er janvier 2009, les populations légales des communes sont publiées annuellement dans le cadre d'un recensement qui repose désormais sur une collecte d'information annuelle, concernant successivement tous les territoires communaux au cours d'une période de cinq ans. 
Pour les communes de moins de 10 000 habitants, une enquête de recensement portant sur toute la population est réalisée tous les cinq ans, les populations légales des années intermédiaires étant quant à elles estimées par interpolation ou extrapolation. Pour la commune, le premier recensement exhaustif entrant dans le cadre du nouveau dispositif a été réalisé en 2008,.
En 2015, la commune comptait 3 850 habitants, en évolution de +4,82 % par rapport à 2008 (Vendée : +5,7 %, France hors Mayotte : +2,49 %).
| 1800 | 1806 | 1821 | 1831 | 1836 | 1841 | 1846 | 1851 | 1856 |
| ---- | ---- | ---- | ---- | ---- | ---- | ---- | ---- | ---- |
| 159  | 277  | 303  | 333  | 329  | 372  | 405  | 912  | 957  |

| 1861  | 1866  | 1872  | 1876  | 1881  | 1886  | 1891  | 1896  | 1901  |
| ----- | ----- | ----- | ----- | ----- | ----- | ----- | ----- | ----- |
| 1 012 | 1 162 | 1 058 | 1 067 | 1 067 | 1 104 | 1 141 | 1 187 | 1 172 |

| 1906  | 1911  | 1921  | 1926  | 1931  | 1936  | 1946  | 1954  | 1962  |
| ----- | ----- | ----- | ----- | ----- | ----- | ----- | ----- | ----- |
| 1 209 | 1 200 | 1 080 | 1 082 | 1 055 | 1 030 | 1 097 | 1 154 | 1 157 |

| 1968  | 1975  | 1982  | 1990  | 1999  | 2008  | 2013  | - | - |
| ----- | ----- | ----- | ----- | ----- | ----- | ----- | - | - |
| 1 229 | 1 565 | 2 186 | 2 532 | 2 969 | 3 673 | 3 857 | - | - |

### Pyramide des âges
La population de la commune est relativement jeune. Le taux de personnes d'un âge supérieur à 60 ans (15,8 %) est en effet inférieur au taux national (21,6 %) et au taux départemental (25,1 %).
À l'instar des répartitions nationale et départementale, la population féminine de la commune est supérieure à la population masculine. Le taux (50,4 %) est du même ordre de grandeur que le taux national (51,6 %).
La répartition de la population de la commune par tranches d'âge est, en 2007, la suivante :
- 49,6 % d'hommes (0 à 14 ans = 23,5 %, 15 à 29 ans = 16,7 %, 30 à 44 ans = 23,6 %, 45 à 59 ans = 21,8 %, plus de 60 ans = 14,4 %) ;
- 50,4 % de femmes (0 à 14 ans = 22,2 %, 15 à 29 ans = 16,3 %, 30 à 44 ans = 23,8 %, 45 à 59 ans = 20,6 %, plus de 60 ans = 17,1 %).

| Hommes | Classe d’âge | Femmes |
| ------ | ------------ | ------ |
| 0,2    | 90 ans ou +  | 0,5    |
| 4,2    | 75 à 89 ans  | 6,5    |
| 10,0   | 60 à 74 ans  | 10,1   |
| 21,8   | 45 à 59 ans  | 20,6   |
| 23,6   | 30 à 44 ans  | 23,8   |
| 16,7   | 15 à 29 ans  | 16,3   |
| 23,5   | 0 à 14 ans   | 22,2   |

| Hommes | Classe d’âge | Femmes |
| ------ | ------------ | ------ |
| 0,4    | 90 ans ou +  | 1,2    |
| 7,3    | 75 à 89 ans  | 10,6   |
| 14,9   | 60 à 74 ans  | 15,7   |
| 20,9   | 45 à 59 ans  | 20,2   |
| 20,4   | 30 à 44 ans  | 19,3   |
| 17,3   | 15 à 29 ans  | 15,5   |
| 18,9   | 0 à 14 ans   | 17,4   |

## Économie
Une centaine d’entreprises fournissent près de 1 400 emplois, sur cinq zones d’activités : Actipôle 85, le Petit Bourbon, le Grand Pli, la Verdure et le Recrédy.

## Culture locale et patrimoine

### Lieux et monuments

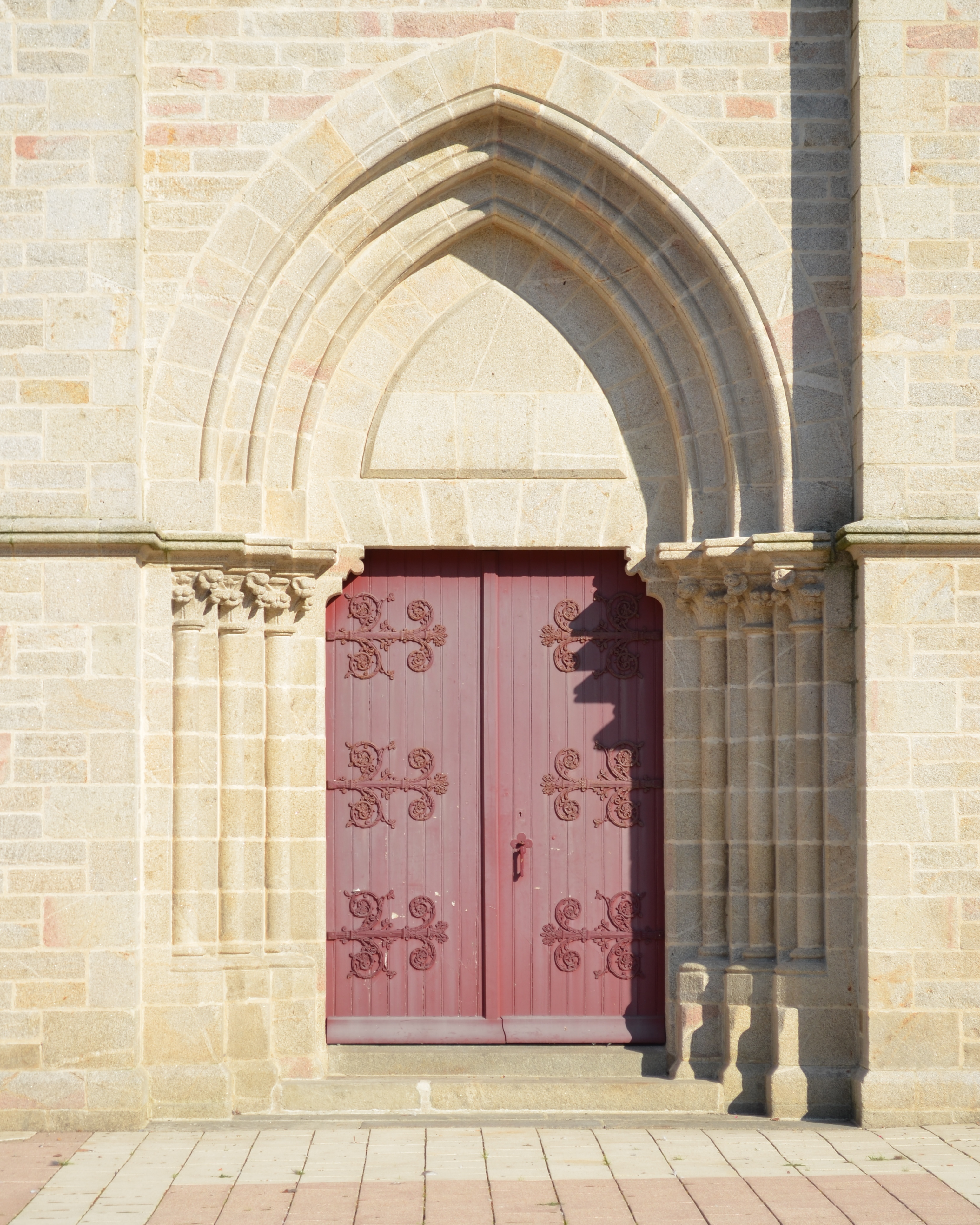
Portail de la nouvelle église.

- Seul vestige de l'ancienne église de Belleville-sur-Vie, le porche composé de quatre arcades ogivales concentriques et reposant sur des colonnettes à chapiteaux ornés (cf. histoire)  Classé MH (1947)[24].
- À l'entrée de la nouvelle église : pierre tombale armoriée du XVIe siècle.
- Gare de Belleville-sur-Vie.

Cinq circuits pédestres : 
- le jaune : À la découverte de Belleville, 5 km à travers l'agglomération ;
- le bleu : Circuit des vieilles demeures, 8,5 km au sud est permettant de découvrir les anciens lieux-dits témoins du passé ;
- l'orange : Sentier de la Vie, 6,8 km à l'ouest sur la vallée de la Vie ;
- le rouge : Du Recrédy à la Morandière, 9,5 km au nord ouest de l'agglomération passant par le village du Recrédy, chargé d'histoire ;
- le vert :  « Parcs et jardins » en partie le circuit bleu allongé de deux boucles. Environ 13 km.

### Héraldique
| Blason | Blasonnement : Gironné de gueules et de vair de douze pièces. |

- (Armoiries de la famille Harpedanne de Belleville).